# Provincia del Manicaland
La provincia del Manicaland è una delle 10 province dello Zimbabwe; ha capitale Mutare. Ha una popolazione di 2,037 milioni di abitanti (2ª provincia più popolosa)

## Geografia antropica

### Suddivisioni amministrative
La provincia è divisa in sette distretti.
- Buhera
- Chimanimani
- Chipinge
- Makoni
- Mutare (Capoluogo)
- Mutasa
- Nyanga